# 30 años y la historia continúa
30 años y la historia continúa es un álbum en vivo de la banda de heavy metal española Medina Azahara, publicado en el año 2011 por Avispa Music. Se compone de tres discos, dos de ellos en vivo y uno de canciones nuevas, más un DVD en concierto.

## Lista de canciones

### Disco 1
1. Aya, Recuerdos A Flamenco
2. Origen Y Leyenda
3. Favorita De Un Sultán
4. Tierra De Libertad
5. Si Tú No Estás En Él
6. El Vaivén Del Aire
7. Se Me Olvidó
8. Abre La Puerta
9. Aquí Me Tienes Hoy
10. La Vida Es Así
11. Velocidad
12. A La Deriva
13. Danza Al Viento
14. Me Culpas De Todo
15. El Rincón De Mi Mente
16. La Esquina Del Viento
17. Córdoba

### Disco 2
1. Sólo Y Sin Ti
2. Siempre Estarás En Mí
3. Algo Nuevo
4. Navajas De Cartón
5. Palabras De Libertad
6. Hay Un Lugar
7. Al Padre Santo De Roma
8. Qué Difícil Es Soñar
9. A Toda Esa Gente
10. Qué Te Quiero
11. Así Es Madrid
12. Paseando Por La Mezquita
13. Todo Tiene Su Fin
14. Necesito Respirar

### Disco 3
1. Esa Luz
2. Quiero Sentir Más
3. Málaga
4. Si Pudiera Cambiar
5. La Música Suena
6. Lloraré Por Ti
7. Un solo Corazón
8. Mi Andalucía

### DVD
1. Aya, Recuerdos Flamencos
2. Origen Y Leyenda
3. Favorita De Un Sultán
4. Tierra De Libertad
5. Si Tú No Estás En Él
6. El Vaivén Del Aire
7. Se Me Olvidó
8. Abre La Puerta
9. Aquí Me Tienes Hoy
10. La Vida Es Así
11. Velocidad
12. A La Deriva
13. Danza Al Viento
14. Me Culpas De Todo
15. El Rincón De Mi Mente
16. La Esquina Del Viento
17. Córdoba
18. Sólo Y Sin Ti
19. Siempre Estarás En Mí
20. Algo Nuevo
21. Navajas De Cartón
22. Palabras De Libertad
23. Hay Un Lugar
24. Al Padre Santo De Roma
25. Qué Difícil Es Soñar
26. A Toda Esa Gente
27. Qué Te Quiero
28. Así Es Madrid
29. Paseando Por La Mezquita
30. Todo Tiene Su Fin
31. Necesito Respirar